# Vladimir Zazoubrine
Vladimir Iakovlevitch Zazoubrine (de son vrai nom Zoubtsov; né le 6 juin 1895 (18 juin dans le calendrier grégorien) à Penza; † le 28 septembre 1937 à Moscou) est un écrivain soviétique. Il a disparu au cours des purges staliniennes.

## Biographie
Vladimir Zazoubrine a grandi avec sa sœur Nathalie, leurs quatre autres frères et sœurs étant morts prématurément. Il est très jeune influencé par l’esprit contestataire de son père, Yakov Zazoubrine, un écrivain opposé à la répression de 1905, qui en 1907 est déporté avec sa famille de Penza à Syzran et mis en résidence surveillée. Vladimir Zazoubrine, devenu étudiant, prend en 1912 la direction du journal clandestin Echos. L'année suivante, il adhère au parti socialiste et devient chef de la cellule bolchevique locale. Il est exclu pour cela de l'université en 1915.
Au mois d'août 1917, Zazoubrine, qui s’est engagé dans l’Armée Rouge, est sélectionné pour l’École des officiers, où il est élu au soviet des aspirants. À la suite des événements de Petrograd et de la révolution d'Octobre, il rentre à Syzran, mais est arrêté par l’Armée Rouge au cours de la révolte des Tchétchènes contre les mesures de collectivisation (première manifestation de ce que les autorités soviétiques qualifieront désormais de « problème tchétchène »). Zazoubrine accède à la célébrité avec sa fresque révolutionnaire Les Deux Mondes (1921). Au terme de son service militaire, Zazoubrine se met à l'écriture et travaille à Kansk pour le quotidien Krasnaïa Zvezda, fondé en 1924. De 1923 à 1928, il est l'éditeur du magazine littéraire soviétique Sibirskije ogni (« Feux de Sibérie »).
En 1923, Zazoubrine rédige Le Tchékiste.
En 1928, les autorités l’invitent à prendre la direction des éditions nationales à Moscou, et à fonder un nouveau journal, Kolkhozeik.
Il est arrêté sans jugement au cours des Grandes Purges, et meurt fusillé le 28 septembre 1937. Il sera réhabilité à titre posthume le 4 août 1956, trois ans après la mort de Staline.
Zazoubrine avait épousé Barbara Prokopevna. Leur seul enfant (Igor) mourut au front en 1942.

## Œuvres
- Le Tchékiste [« Chtchepka »], trad. de Wladimir Berelowitch, Paris, Christian Bourgois Éditeur, coll. « Littérature étrangère », 1990, 154 p.  (ISBN 2-267-00862-9)